# Versorgungskommando 860
Das Versorgungskommando 860 war eines der Versorgungskommandos des Territorialheeres im Heer der Bundeswehr. Der Stabssitz war Germersheim. Das Versorgungskommando war dem Territorialkommando Süd unterstellt.

## Aufträge

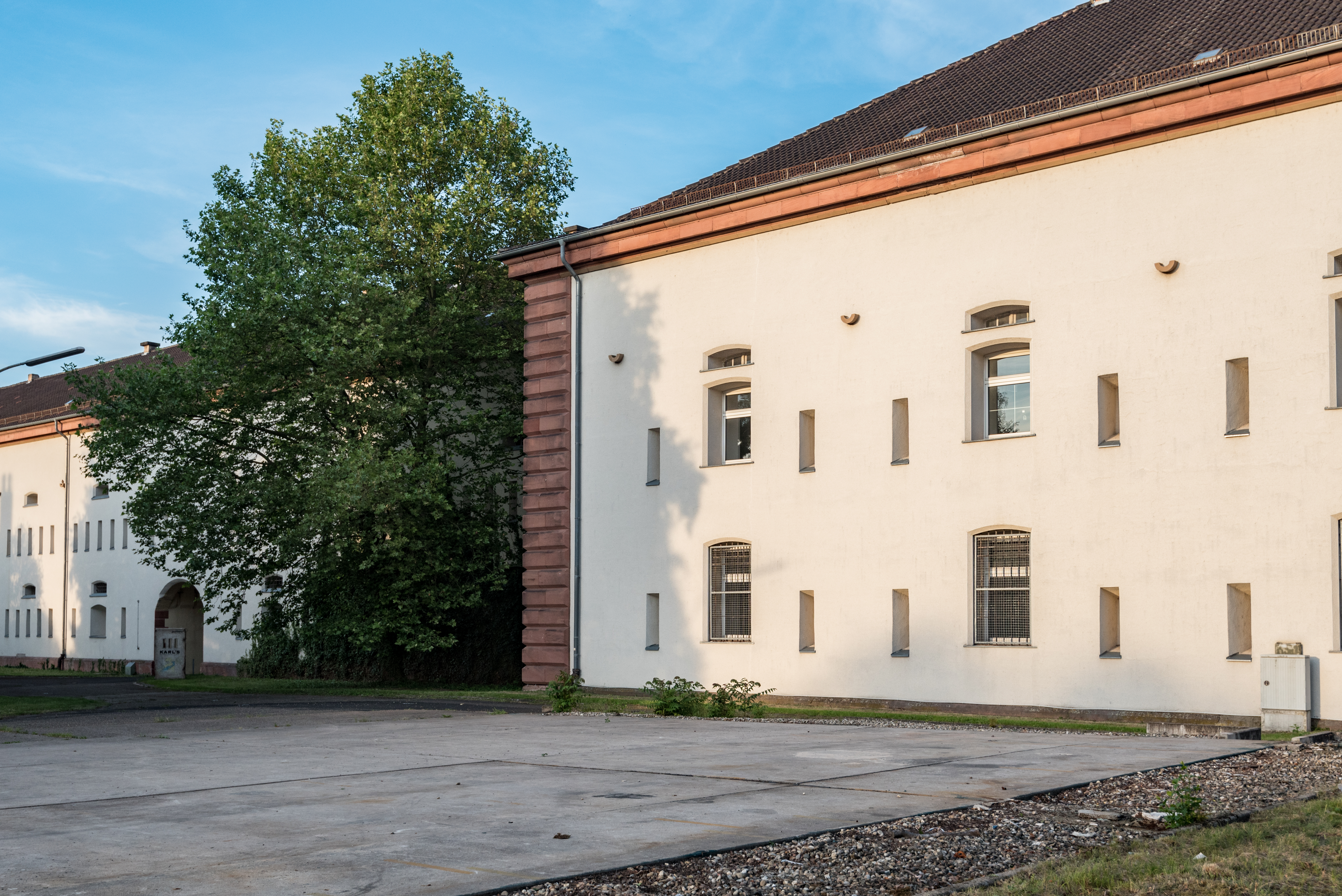
Sitz des Stabes: die historische Stengel-Kaserne

Das Versorgungskommando bündelte auf Ebene des Territorialkommandos die Truppenteile der Instandsetzungs- und Nachschubtruppe. Während im Feldheer auf Ebene der Korps die Instandsetzung und der Nachschub in getrennten Truppenteilen organisiert wurde (je drei Instandsetzungs- und Nachschubkommandos), entschloss man sich im Territorialheer, auf Ebene der Territorialkommandos die Kräfte in den Versorgungskommandos zu bündeln. Da das Territorialkommando Süd im Gegensatz zu den anderen Territorialkommandos das Operationsgebiet von zwei Korps abdeckte, wurde zusätzlich das Versorgungskommando 850 als „Schwesterverband“ ausgeplant.
Hauptaufgabe um 1989 war die Logistik im Operationsraum des Territorialkommandos; Aufgaben im Bereich der Instandsetzung spielten eine nur nachgeordnete Rolle. Das Versorgungskommando war für den Betrieb der rückwärtigen (Haupt-)Depots des Heeres zuständig. Das Versorgungskommando sicherte den Nachschub für die Truppenteile des Territorialkommandos und führte (Wehr-)Material aus den rückwärtigen Gebieten zu (vorgeschobenen) Depots oder Umschlagplätzen des Feldheeres, wo die weitere Verteilung durch die Nachschubtruppe des Feldheeres, auf Ebene des Korps durch die süddeutschen Nachschubkommandos, erfolgte. Nebenaufgabe des Versorgungskommandos war der Betrieb von Einrichtungen des Feldpostwesens. Für den Betrieb der Sanitätsdepots war eine enge Zusammenarbeit mit den süddeutschen Sanitätskommandos, die ihrerseits über beachtliche Transportkapazitäten verfügten, notwendig. Zur Unterstützung des Aufmarsches und zur logistischen Unterstützung der verbündeten Streitkräfte konnte das Versorgungskommando 860 lageabhängig die süddeutschen Unterstützungskommandos unterstützen. Für den Umschlag von Betrieb- und Kraftstoffen war das Versorgungskommando auf die Pipelinepioniere des Pionierkommandos 850 angewiesen, die im Bereich des Versorgungskommandos mehrere Tanklager betrieben.
Nebenauftrag war die Prüfung und Instandsetzung der Waffensysteme, Fahrzeuge (soweit diese in Depots eingelagert waren) und elektronischen Geräte wie Fernmeldetechnik des Territorialkommandos. Die Hauptlast der Instandsetzung auf Ebene des Territorialkommandos Süd trug aber das Versorgungskommando 850 mit seinen Truppenteilen der Instandsetzungstruppe und mehreren Instandsetzungswerken. Die unterstellten Wehrbereiche führten eigene Truppenteile der Instandsetzungstruppe. Die Depotinstandsetzungsgruppen des Versorgungskommandos führten Reparaturen in allen Materialerhaltungsstufen durch.
Im Frieden bestand das Versorgungskommando wie fast alle Verbände des Territorialheeres um 1989 aus nur wenigen aktiven Soldaten. Im Verteidigungsfall konnte das Versorgungskommando nach der Mobilmachung durch die Einberufung von Reservisten und Dienstverpflichtung von Zivilbeschäftigten auf rund 5000 Mann aufwachsen. Insgesamt entsprach die Größe des Versorgungskommandos damit nach der Mobilmachung in etwa der Größe einer der Brigaden des Feldheeres.

## Gliederung

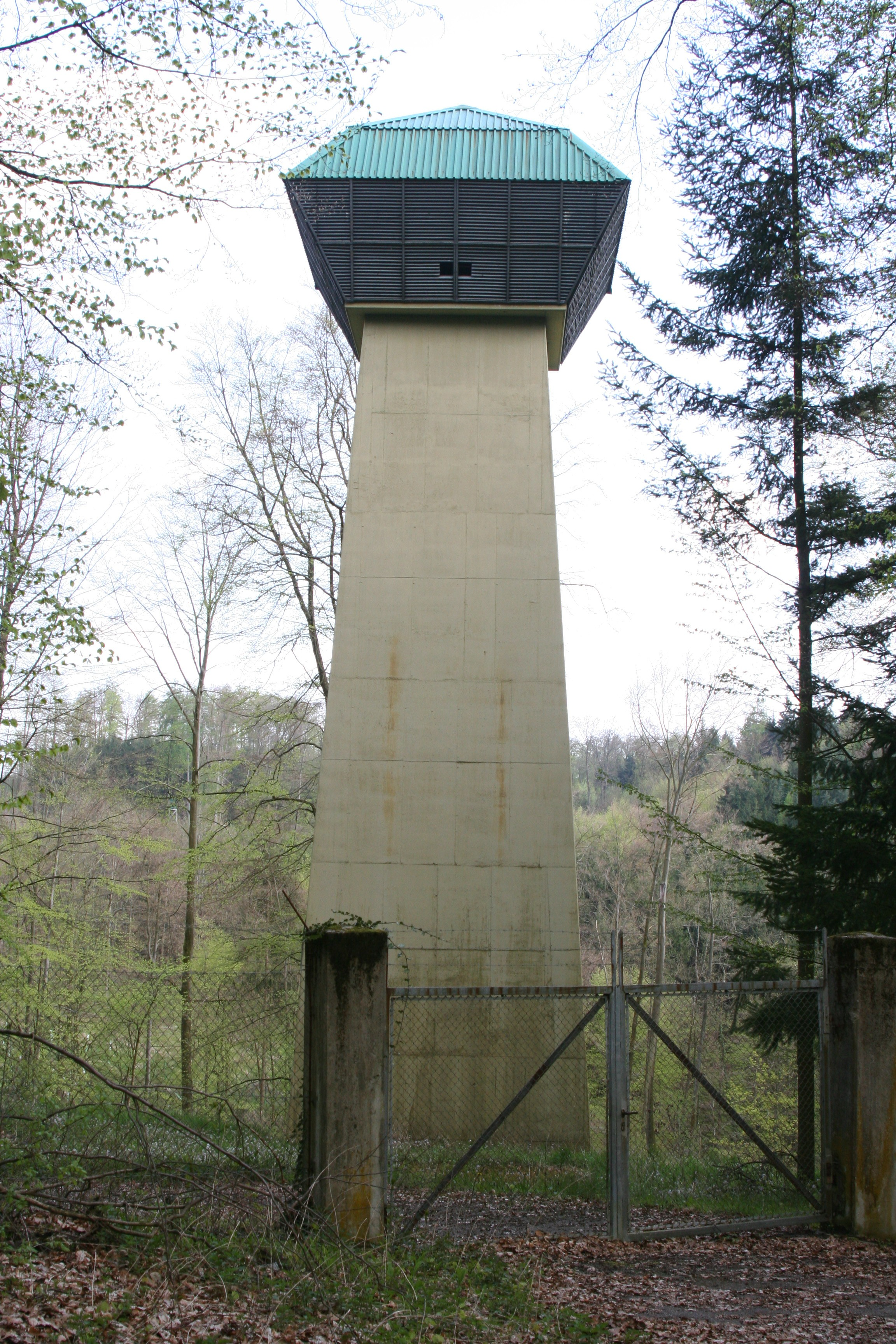
Lüftungsschacht des unterirdischen Depots bei Neckarzimmern

Um 1989 gliederte sich das Versorgungskommando grob in:
- Stab/Stabskompanie Versorgungskommando 860, Germersheim
  -  Instandsetzungskompanie 860 (teilaktiv) (Elektronik), Karlsruhe
  -  Transportbataillon 861 (gekadert), Achern
  -  Transportbataillon 862 (GerEinh), Kirchzarten
  -  Transportbataillon 863 (GerEinh), Muggensturm
  -  Nachschubbataillon 864 (GerEinh), Achern
  - Nachschubbataillon 865 (GerEinh), Worms

Hinweis: Die Gerätedepots befanden sich in Crailsheim, Feldstetten, Germersheim, Hardheim, Herbolzheim, bei Landsberg (vgl. Sondermunitionslager Landsberg-Leeder), Neckarzimmern (vgl. Gipsstollen in Neckarzimmern), Siegelsbach (vgl. Heeresmunitionsanstalt Siegelsbach), Spaichingen. Munitionsdepots befanden sich in  Breitengüßbach, Hohenbrunn (siehe  Heeresmunitionsanstalt Hohenbrunn), Kirrlach, Pflummern, Schierling (vgl. Munitionshauptdepot Schierling), Steinheim, Urlau (vgl. Heeresmunitionsanstalt Urlau), Wermutshausen. Sanitätsdepots wurden in Efringen-Kirchen und Neugablonz eingerichtet.

## Geschichte
Das Versorgungskommando wurde zur Einnahme der Heeresstruktur III ab 1. April 1970 in der Stengel-Kaserne Germersheim aufgestellt. Das Versorgungskommando meldete Einsatzbereitschaft am 1. Oktober 1970.
Nach Ende des Kalten Krieges wurde das Versorgungskommando 860 am 31. März 1994 etwa zeitgleich mit der Auflösung des Territorialkommandos Süd außer Dienst gestellt. In Germersheim wurde später die Logistikbrigade 2 ausgeplant.

## Verbandsabzeichen

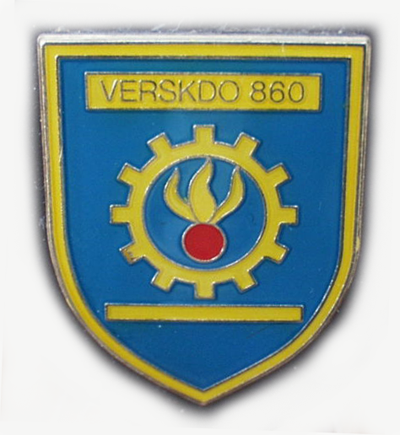
Internes Verbandsabzeichen des Stabes/Stabskompanie

Das Versorgungskommando führte aufgrund seiner Ausplanung als Teil der analog wie Korpstruppen direkt dem Territorialkommando unterstellten und unselbständigen Truppenteile kein eigenes Verbandsabzeichen. Die Soldaten trugen daher das Verbandsabzeichen des übergeordneten Territorialkommandos.
Als „Abzeichen“ wurde daher unpräzise manchmal das interne Verbandsabzeichen des Stabes und der Stabskompanie „pars pro toto“ für das gesamte Versorgungskommando genutzt. Es zeigte ähnlich wie im Barettabzeichen der Instandsetzungstruppe ein Zahnrad als Hinweis auf die instandzusetzenden Mechanischen Systeme. Die Granate war dem Verbandsabzeichen des Kommandos Depotorganisation entnommen, das bis 1970 die nun den Versorgungskommandos unterstellten Depots maßgeblich führte. Ähnlich wie im taktischen Zeichen der Transportverbände symbolisierte ein waagerechter Strich die Hauptnachschubwege auf der Straße oder der Schiene. Blau war die Waffenfarbe der Truppengattung.